# Margaretha von Bahr
Pour les articles homonymes, voir Bahr.
Maria Elisabeth Margaretha von Bahr, née Wasenius (le nom marié von Bahr-Sorsa) à Helsinki (Finlande) le 11 décembre 1921 et morte dans cette ville le 21 février 2016, est une danseuse et chorégraphe finlandaise.

## Biographie
Margaretha von Bahr est danseuse étoile au Ballet national de Finlande de 1946 à 1964, année où elle fonde sa propre école de ballet, le Balettistudion. Elle a notamment chorégraphié plusieurs ballets de compositeurs contemporains.